# Vizekusen
Vizekusen, englisch Neverkusen („Niemalskusen“), war ein im Fußballjargon und Sportjournalismus gängiger Spottname für das deutsche Fußballteam Bayer 04 Leverkusen. Er entstand um das Jahr 2000, als Bayer Leverkusen sich als Spitzenteam etablierte, aber außer einigen Erfolgen um 1990 (UEFA-Pokal 1988, DFB-Pokal 1993 und Hallen-Masters 1994) bis 2024 (Gewinn der Deutschen Meisterschaft) keinen ersten Platz mehr in etlichen nationalen und internationalen Wettbewerben erreichte; der zweite Platz wird umgangssprachlich häufig als „Vize-“ bezeichnet. Die Muttergesellschaft des Vereins, die Bayer AG, hat sich den auch selbstironisch gebrauchten Begriff neben anderen als geschütztes Markenzeichen eintragen lassen. 

## Entstehung
Bayer Leverkusen hatte vor dem 34. Spieltag der Bundesligasaison 1999/2000 drei Punkte Vorsprung auf den FC Bayern München und verfehlte u. a. durch ein Eigentor von Michael Ballack gegen Aufsteiger SpVgg Unterhaching den sicher geglaubten Meistertitel. Dieses Spiel vom 20. Mai 2000 wird allgemein als Beginn des Mythos „Vizekusen“ bezeichnet. Der Deutsche Fußball-Bund (DFB) nannte bei seiner Wochenschau vom Mai 2012 den 15. Mai 2002, das Finale der UEFA Champions League 2001/02, die Geburtsstunde von „Vizekusen“.
Die mehrfachen Finalteilnahmen ohne Titel des Vereins in der Saison 2001/02 trugen stark zur Etablierung bei. Bayer Leverkusen ist eine von sechs deutschen Mannschaften neben dem FC Bayern München, Borussia Dortmund, dem Hamburger SV, Borussia Mönchengladbach und Eintracht Frankfurt, die bisher das Finale der Champions League bzw. des Europokals der Landesmeister erreicht haben. Leverkusen erreichte dies in der Saison 2001/02, zudem wurde in den beiden anderen Wettbewerben (Bundesliga, DFB-Pokal) um den ersten Platz gespielt. Die Mannschaft belegte aber, als erste deutsche Mannschaft überhaupt, jeweils nur den zweiten Platz. (2012 wurde der FC Bayern dreimal Zweiter, s. u.) Die Werkself geriet danach in erhebliche Turbulenzen und musste in der Folgesaison gegen den Abstieg kämpfen. Ballack wurde unterstellt, als Inbegriff des ewigen Zweiten regelmäßig bei wichtigen Spielen, vor allen Dingen auf internationaler Ebene, zu scheitern.
Ballack verlor neben Bernd Schneider, Carsten Ramelow, Oliver Neuville und Hans Jörg Butt auch mit der deutschen Nationalmannschaft bei der WM 2002 in Japan und Südkorea das Finale gegen Brasilien; diese Spieler holten damit ihren vierten Vize-Titel der Saison. Der Brasilianer Lúcio war damit der einzige in Leverkusen unter Vertrag stehende Profi, der in der Spielzeit 2001/02 einen Titel gewann.

## Übertragene Verwendung
Der Begriff war wiederholt in der überregionalen Presse zu finden und wurde auch bei anderen Vereinen bei ähnlichen Phänomenen angeführt. 2012 wurde in Zusammenhang mit dem jeweils zweiten Platz in Champions League, Meisterschaft und DFB-Pokal des FC Bayern München von einem Jahr verpasster Chancen in der Vereinsgeschichte der Münchener gesprochen. Die Presse kam wiederholt mit dem Begriff Vizekusen-Syndrom oder in Anklang an Web 2.0 Vizekusen 2.0 auf. Aufgrund der Schwierigkeiten der Leverkusener nach den verlorenen Finalen wurde bei den Bayern von einem Vizekusen-Stigma gesprochen, das es möglichst schnell abzulegen gelte. Das Kicker-Sportmagazin sah das Attribut hingegen positiv. Dem Ligakonkurrenten wurde unterstellt, Leverkusen mit dem Spottwort verunsichern zu wollen.
2010 sprach die Süddeutsche Zeitung von Unbesiegbarkusen, als Bayer 24-mal in Folge ungeschlagen vom Platz ging, die Meisterschaft dennoch nicht gewann.
Im Vorfeld der EM 2012 kamen auch Befürchtungen auf, ein Vizekusen- oder Vize-Bayern-Syndrom könnte sich wie bei der WM 2002 auf die Spieler der jeweilig betroffenen Vereinsmannschaften in der Nationalmannschaft übertragen.

## Rechtliche Aspekte
Das Mutterunternehmen der Werkself, die Bayer AG, veranlasste 2010 den Schutz des Begriffes Vizekusen beim Deutschen Patent- und Markenamt in München als Wortmarke, um nach eigener Aussage „Missbrauch vorzubeugen“. Der Einsatz von Schutzrechten, neben Vizekusen unter anderem auch für den Begriff Pillendreher, wird als Teil einer gekonnten und selbstironischen Marketingstrategie der Bayer AG angesehen. Mit dem bis zum 1. März 2020 ebenso geschützten Meisterkusen war über die Zweitplatzierungen 1997, 1999, 2000, 2002 und 2011 kein Erfolg zu erzielen. Bei der Meisterschaft 2024 war diese Wortmarke auf Antrag des Markeninhabers, der Bayer 04 Leverkusen Fußball GmbH, bereits vier Jahre gelöscht.

## Weitere Erwähnung
Klaus Hoeltzenbein kommentierte 2012 den Aufstieg der SpVgg Greuther Fürth unter dem Titel Wenn Vizekusen und die trägen Riesen kommen als Zeichen für den Aufstieg reger Provinzvereine gegenüber den seiner Ansicht nach sich selbst überschätzenden Großstadtklubs.
Dem FC Schalke 04 wurde am Ende der Saison 2000/2001 von einigen Sportjournalisten der freundlicher klingende Titel Meister der Herzen verliehen. Wie Leverkusen hatte Schalke am letzten Spieltag den schon sicher geglaubten Meistertitel in der letzten Partie verfehlt, ähnlich in den Spielzeiten 2004/05, 2006/07 sowie 2009/10. Schalke und Leverkusen waren in der kompletten Geschichte der Fußball-Bundesliga bis 2024 die einzigen Vereine, die häufiger als einmal Vizemeister wurden, ohne jemals Meister werden zu können. Und das mit deutlichem Abstand vor allen anderen Klubs: Schalke wurde siebenmal Zweiter, Leverkusen fünfmal. Jedoch konnte Schalke zumindest bereits vor Gründung der Bundesliga siebenmal Deutscher Meister werden. Leverkusen errang schließlich 2024 erstmals den deutschen Meistertitel.
Die vergeblichen Anläufe Leverkusens, einen Titel zu erringen, wurden unter der Bezeichnung Neverkusen in mehreren englischen Büchern angeführt und mit einer klassischen Tragödie wie auch dem Schicksal des Sisyphos verglichen.